# كلود فاغنر
كلود فاغنر (بالإنجليزية: Claude Wagner)‏ هو قاضي ومحامي وسياسي كندي، ولد في 4 أبريل 1925 في شاوينيغان في كندا، وتوفي في 11 يوليو 1979 في مونتريال في كندا. حزبياً، نشط في الحزب الكندي التقدمي المحافظ وحزب كيبيك الليبرالي. وقد انتخب عضو الجمعية الوطنية في كيبك ‏ وانتخب عضو مجلس الشيوخ الكندي (21 أبريل 1978 – 11 يوليو 1979) وانتخب عضو مجلس العموم الكندي عن دائرة Saint-Hyacinthe—Bagot ‏ (1972 – 1978).